# Афанасьевский, Николай Николаевич
Никола́й Никола́евич Афана́сьевский (1 октября 1940, Москва, СССР — 23 июня 2005, Варшава, Польша) — советский и российский дипломат. Чрезвычайный и полномочный посол (1990).

## Биография
В 1964 году окончил Московский государственный институт международных отношений МИД СССР. Владел французским и английским языками.
На дипломатической службе с 1964 года:
- В 1964—1966 годах — сотрудник Посольства СССР в Камеруне.
- В 1966—1976 годах — сотрудник Департамента лингвистического обеспечения, затем Первого Европейского отдела МИД СССР.
- В 1973—1975 годах — эксперт, советник делегации СССР на переговорах по подготовке Заключительного акта СБСЕ.
- В 1976—1979 годах — первый секретарь, советник Посольства СССР во Франции.
- В 1979—1983 годах — советник-посланник Посольства СССР во Франции.
- В 1983—1986 годах — заместитель заведующего Первым Европейским отделом МИД СССР.
- В 1986—1990 годах — заведующий Первым Европейским отделом МИД СССР.
- С 24 июля 1990 по 3 октября 1994 года — чрезвычайный и полномочный посол СССР/Российской Федерации в Королевстве Бельгия[1].
- С 24 июля 1990 по 3 октября 1994 года — первый в истории отношений с альянсом представитель СССР, затем России при НАТО, по совместительству.
- С 3 ноября 1994 по 6 января 1999 года — заместитель министра иностранных дел Российской Федерации[2][3]. Курировал европейское направление, взаимодействие с Европейским союзом и НАТО[4][5].
- С 18 декабря 1998 по 20 февраля 2002 года — чрезвычайный и полномочный посол Российской Федерации во Французской Республике[6][7].
- С 23 февраля 2002 по 23 июня 2005 года — чрезвычайный и полномочный посол Российской Федерации в Республике Польша[8].

Умер 23 июня 2005 года в Варшаве в результате тяжёлой продолжительной болезни. Похоронен в Москве на Троекуровском кладбище.

### Личная жизнь
Был женат, имел сына.

## Награды
- Орден Почёта (25 июня 2001) — за многолетнюю плодотворную работу и активное участие в проведении внешнеполитического курса Российской Федерации[12]
- Орден Дружбы (21 июня 1996) — за заслуги перед государством, большой вклад в проведение внешнеполитического курса и обеспечение национальных интересов России, мужество и самоотверженность, проявленные при исполнении служебного долга[13]
- Командор со звездой ордена Заслуг перед Республикой Польша (24 июня 2005, Польша, посмертно)[14]
- Благодарность президента Российской Федерации (17 июня 1997) — за активное участие в организации, подготовке и проведении российско-американской встречи на высшем уровне в Хельсинки 20—21 марта 1997 года[15]

## Дипломатический ранг
- Чрезвычайный и полномочный посол (24 июля 1990).